# Erminio Reggiani
Erminio Reggiani (Brescia, 31 dicembre 1911 – ...) è stato un calciatore italiano, di ruolo centrocampista o attaccante.

## Carriera
Ala, giocò in Serie A con il Brescia a partire dal 1929, in Serie B con la Cremonese nel 1932-1933 e poi di nuovo col Brescia, fino al 1938. In totale con la maglia delle rondinelle ha disputato nove campionati, con un ruolino di 140 presenze e 26 reti segnate.
Nel 1941 gioca e allena nella Casalini, la seconda squadra bresciana, in Serie C, poi chiude la carriera a Vigevano.